# Bimantara

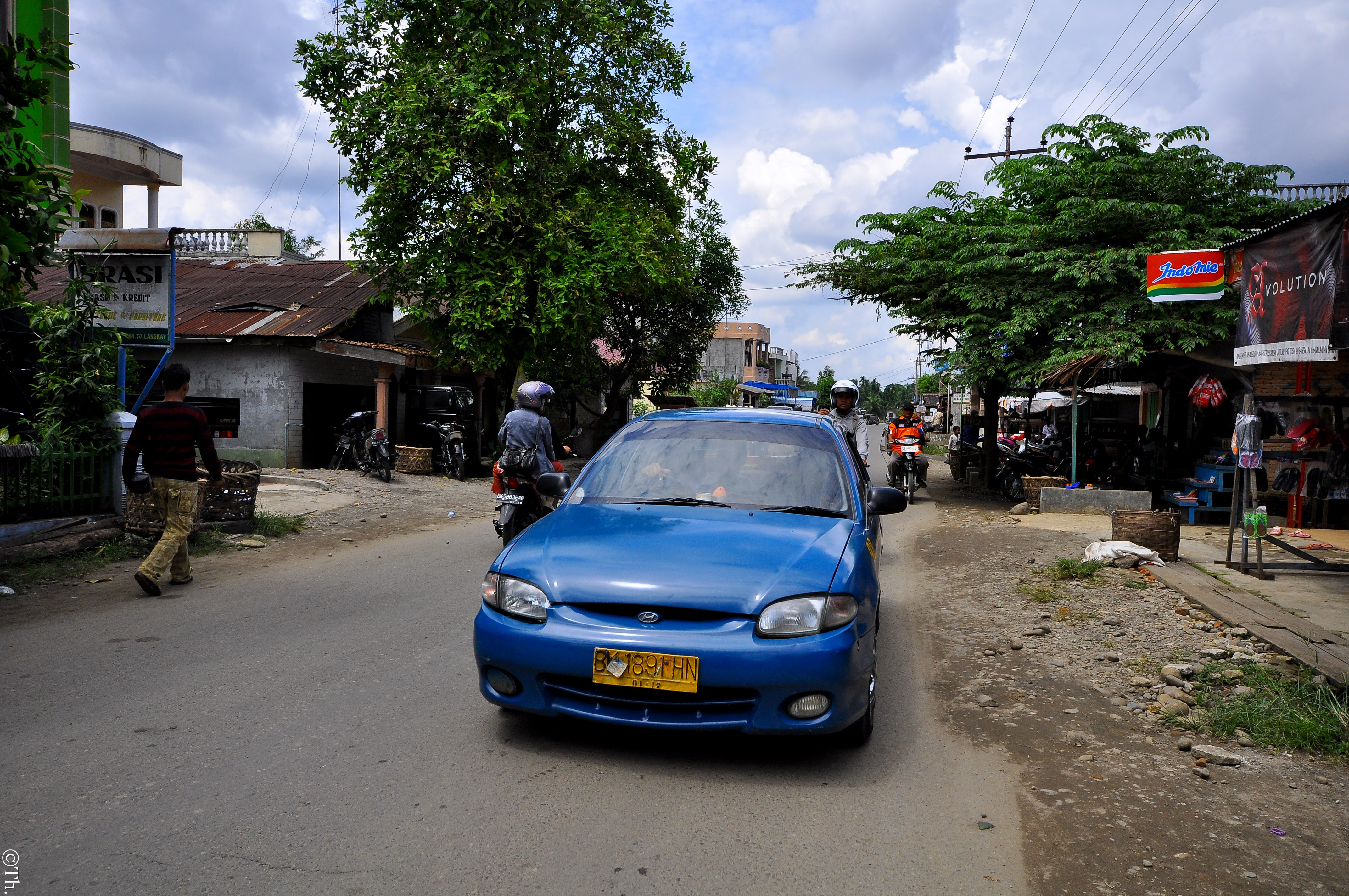
Bimantara Cakra oder Hyundai Excel in Indonesien

Bimantara war eine indonesische Automarke.

## Markengeschichte
Das Unternehmen PT Bimantara Cakra Nusa/Citramobil Nasional begann 1995 oder 1996 mit der Produktion von Automobilen. Der Markenname lautete Bimantara. Es bestand eine Zusammenarbeit mit Hyundai, die 1997 zur Gründung von Bimantara Hyundai Indonesia führte. 1998 oder 2000 endete die Produktion.

## Fahrzeuge
Der Cakra entsprach dem Hyundai Accent. Sein Vierzylindermotor hatte 1500 cm³ Hubraum.
Der Nenggala hatte einen Motor mit 1600 cm³ Hubraum und entsprach dem Hyundai Elantra.